# Libysche Sprache
Die libysche Sprache (auch altlibysch oder numidisch) ist eine bislang weitgehend unverständliche Sprache oder auch eine Gruppe von Sprachen, die etwa vom 3. Jahrhundert v. Chr. bis zum 3. Jahrhundert n. Chr. in weiten Teilen Nordafrikas belegt ist und als Vorläufer der Berbersprachen gilt. Abgesehen von der räumlichen Koinzidenz sprechen hierfür auch libysche Namen, Wörter und Morpheme, für die berberische Deutungen vorgeschlagen wurden. Obwohl die für die Niederschrift libyscher Inschriften verwendete libysche Schrift weitgehend lesbar ist und mehrere bilinguale Texte erhalten sind, bleibt die libysche Sprache im Wesentlichen unverständlich.